# Sem

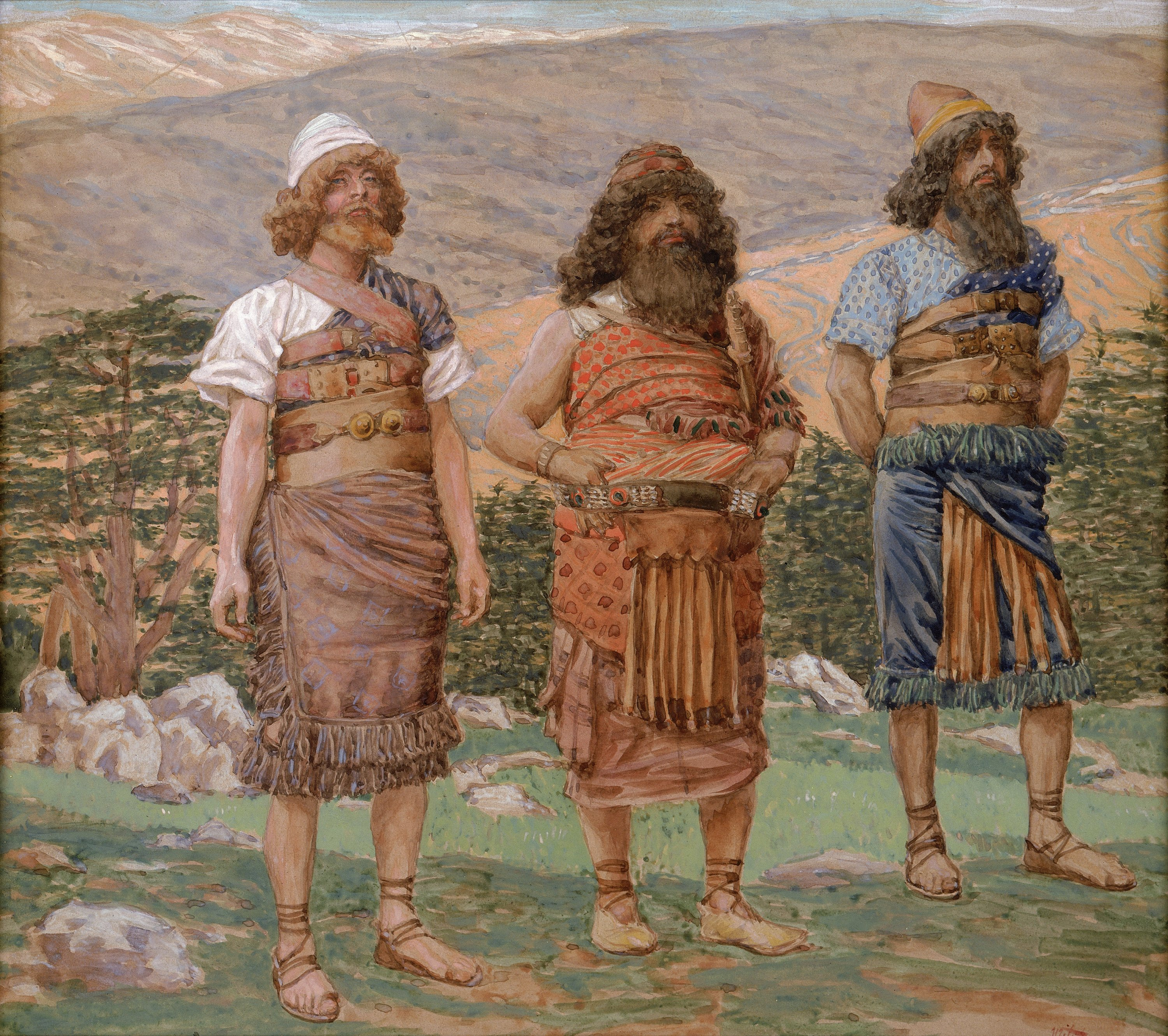
Sem, Cam y Jafet

Sem (en hebreo: שֵׁם‎, romanizado: Shem, lit. 'nombre' o 'renombre'; en árabe: سام‎, romanizado: Sām) es un personaje narrado en la Biblia, se describe como uno de los tres hijos de Noé, hermano  de Cam y de Jafet y padre de Arfaxad. Se salvó del Diluvio junto a sus hermanos gracias al arca que construyó su padre por mandato divino. Según la tradición judía, los hebreos y los árabes son sus descendientes.  
Según relata el capítulo 5 del libro de Génesis, Noé, que era hijo de Lamec engendró a  Sem, Cam y Jafet.
Cuando ocurrió el Diluvio, Noé tenía 600 años de edad y le acompañaron en el arca su mujer, sus tres hijos y sus esposas. Dos años después del Diluvio, cuando contaba 100 años de edad, Sem engendró a su hijo Arfaxad y luego vivió quinientos años y tuvo a Elam, Asur, Lud y Aram.

## Controversia sobre la primogenitura de Sem
Existe una discrepancia entre los teólogos sobres si Sem era el primogénito y sobre sus años de vida, con base en el texto de Génesis 11:10 que dice  "Sem de cien años de edad engendró a Arfaxad dos años después del diluvio". por lo que deducen que tenía 98 años cuando ocurrió el diluvio y cumplió los 100 hasta el nacimiento de Arfaxad dos años después del diluvio. Génesis 11:11 "Y vivió Sem después que engendró a Arfaxad quinientos años" de esta manera Sem habría vivido 600 años e interpretando que Sem no era el primogénito sino su hermano Jafet pues en Génesis 10:21 se lee: “También le nacieron hijos a Sem, padre de todos los hijos de Heber y hermano mayor de Jafet.”  No queda claro, según la gramática hebrea, si el adjetivo mayor se aplica a Jafet o a Sem.
La otra postura teológica indica que Sem era el primogénito de Noé ya que el texto de Génesis 5:32 dice "Siendo Noé de quinientos años engendró a Sem, a Cam y a Jafet" poniéndolo de primero en el texto lo que indica que era el primogénito. Otro detalle es que en Génesis 7:6 indica que "Era Noé de seiscientos años cuando el Diluvio de las aguas vino sobre la tierra" lo que significaría que Sem era de 100 años cuando ocurrió el Diluvio. Basándose en esto el texto de Génesis 11:10 se interpreta que Sem tenía cien años de edad (cuando ocurrió el diluvio) y engendró a Arfaxad dos años después del diluvio". Esto sería a la edad de 102 años y vivió 500 años después de Arfaxad, lo cual arroja un total de 602 años de vida de Sem.
Ambas posturas varían dos años en el año nacimiento de Sem pero coinciden que el año de su muerte fue 502 años después del Diluvio; sin embargo el hecho de poner a Sem como primogénito es de gran importancia histórica y religiosa, pues de Sem provienen los hijos de Israel, el hecho de que se mencione a Sem como padre de todos los hijos de Heber (los hebreos) lo aluden a que Sem fue el maestro o instructor de los hijos de Heber entre los que destacan los patriarcas Abraham e Isaac, lo cual explicaría cómo determinados conocimientos llegaron hasta ellos y pasaron de generación en generación.
Otro hijo de Sem fue Elam ―en Génesis 5:32 y 10:22― que legendariamente se le considera el fundador del reino de Elam o de los Elamitas. 
Se dice que las culturas semíticas son las provenientes de los descendientes de Sem, y las personas que tienen odio por ellos son llamados antisemitas.
Sem es considerado uno de los patriarcas de la Biblia y es mencionado en varias ocasiones en el libro de Génesis 5:32, 6:10; 7:13; 9:18,23,26-27; 10; 11:10; también en 1 Crónicas 1:4 y en el Evangelio según Lucas 3:36 como parte de la genealogía de Jesucristo.